# Sambaíba
Sambaíba é um município brasileiro do estado do Maranhão. Situa-se no Sul do estado e na região da Chapada das Mangabeiras e no curso baixo do rio Balsas. Sua população estimada em 2010 era de 5.480 habitantes. Faz parte da região adminsitrativa do Baixo Balsas.

## História
No local onde hoje se encontra a cidade, havia uma chapada revestida de árvores, com predominância de sambaíba. Daí a origem do topônimo.
Em abril de 1923, João Graciliano Dutra e Bernardo Pereira de Arruda, acompanhados de 16 famílias, localizaram-se próximo ao rio das Balsas, com a finalidade de armar um estaleiro para construção naval. Até então, havia alí um pequeno aglomerado, composto de sete casas, vivendo seus habitantes da caça e pesca.
Após a inauguração do estaleiro, a povoação tomou certo impulso passando a despertar certo interesse das autoridades, que para ali mandara uma agência arrecadadora da prefeitura e coletoria.
Distrito criado com a denominação de Sambaíba, pela lei estadual nº 272, de 31/12/1948, subordinado ao município de São Raimundo das Mangabeiras.
Em divisão territorial datada de 1-7-1950, o distrito de figura no município de São Raimundo das Mangabeiras.
Elevado à categoria de município com a denominação de Sambaiba, pela Lei Estadual nº 1.013, de 31 de outubro de 1953, desmembrado de São Raimundo das Mangabeiras. Sede no distrito de Sambaíba ex-povoado. Constituído do distrito sede. Instalado em 1º de janeiro de 1954.
Em divisão territorial datada de 1-7-1960, o município é constituído do distrito sede.
Assim permanecendo em divisão territorial datada de 2005.